# Куля Блондо

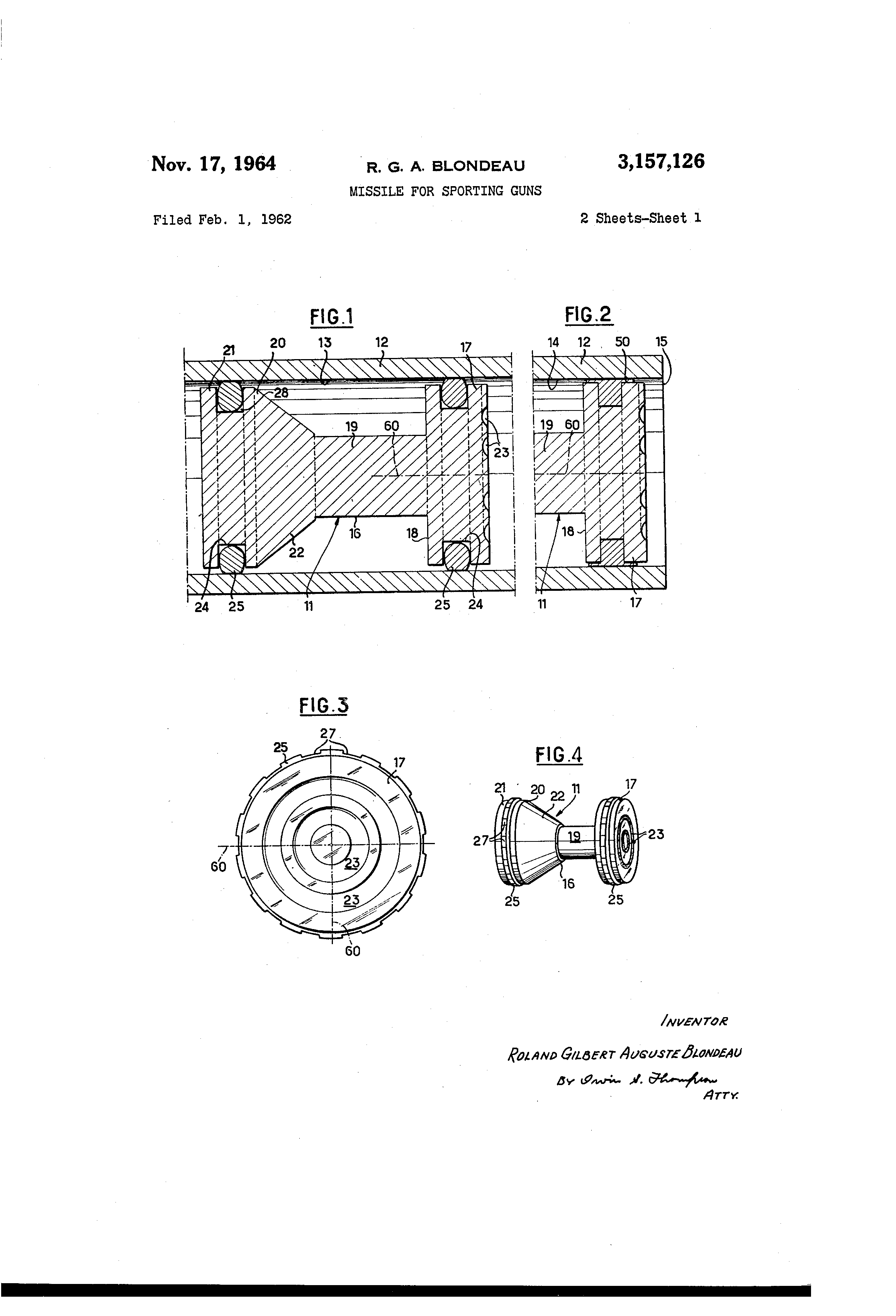
Креслення кулі з патенту, куля зблизька.

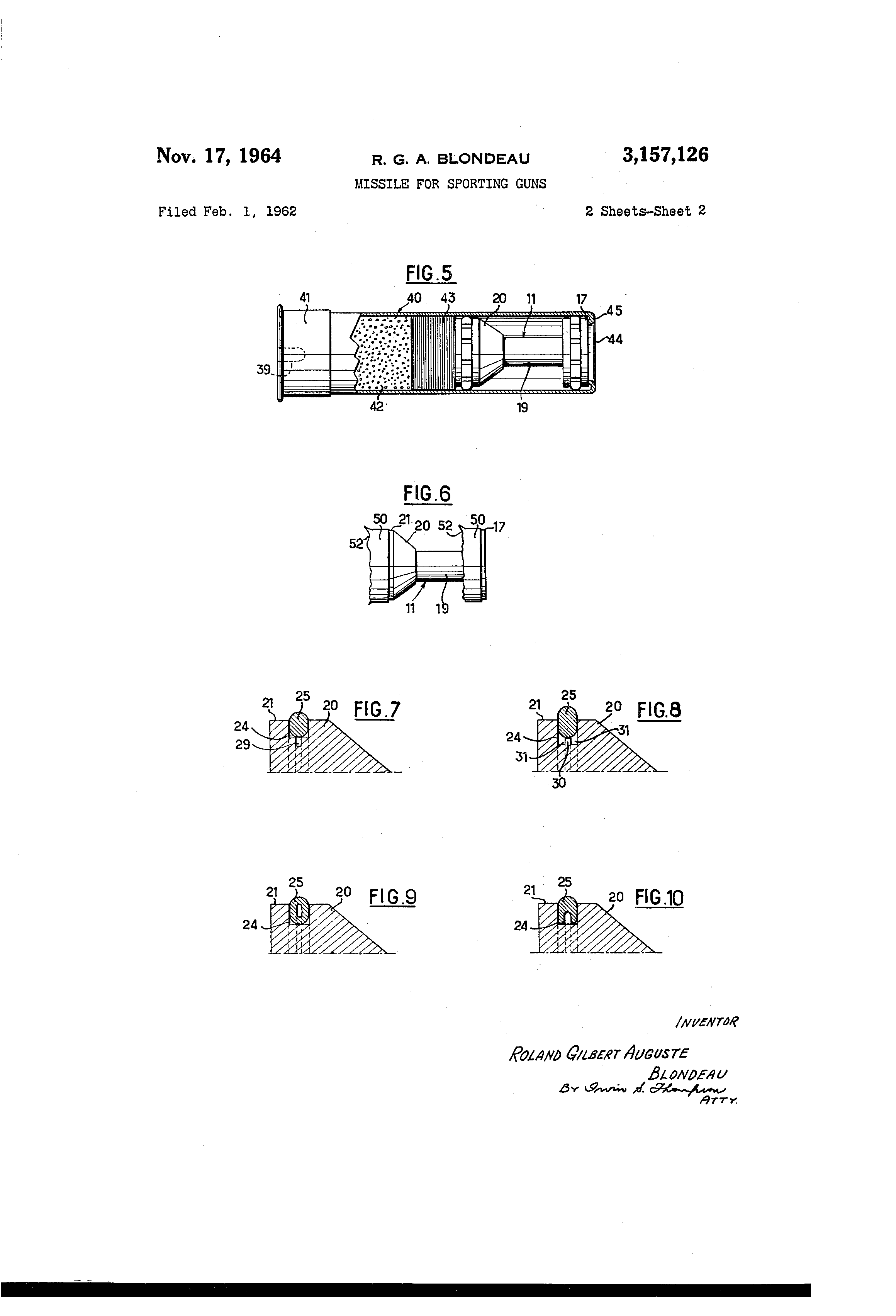
Креслення кулі з патенту, загальна схема.

Куля Блондо (фр. Balle Blondeau) — точена куля шпулькового виду для рушниць, яку, як вважають, створив під час Другої світової війни Ролан Блондо (фр. Auguste Blondeau Roland Gilber). Бійці руху Опору користувались цими кулями для виведення з ладу техніки супротивника. Пробивної здатності кулі достатньо для пошкодження блоків автомобільних моторів.

## Характеристики
У мирний час куля швидко завоювала популярність у мисливців Франції, ФРН та деяких інших країн завдяки високій купчастості бою, хорошій зупиняючій дії, можливості стрільби нею зі стволів з будь-яким дуловим звуженням (включаючи повний чок) і відносній безпеці при групових полюваннях, оскільки куля практично не дає рикошетів.
Куля (сталева або мідна) виготовляється на токарному верстаті, по конструктивній формі нагадує шпульку для ниток. Головна частина має форму циліндра, хвостова — конуса з циліндром. На циліндричних поверхнях знаходяться кільцеві проточки типу «ластівчин хвіст» для запресовування свинцевих поясків. Стабілізація кулі в польоті відбувається за рахунок аеродинамічного ефекту, який створює потік повітря, що обтікає головну частину та потрапляє на конічну поверхню хвостової частини кулі.
Купчастість стрільби патронами заводського спорядження дуже висока. На відстані стрільби з гладкоствольних рушниць вона практично не відрізняється від купчастості стрільби з нарізної зброї. Так, при стрільбі на відстань 82 м з гвинтівковим прицілом можливо досягти купчастості 5 куль в коло діаметром 7.5 см, а на дальність 50 м пробоїни від куль можуть торкатись одна одної.
Куля Блондо відмінно зарекомендувала себе при відстрілі великих копитних у лісі, оскільки майже не відхиляється від початкового напряму при прольоті крізь дрібні кущі. Крім того, дульна енергія кулі Блондо більша за свинцеві кулі Бреннеке та Маєра того ж калібру.
Існують різні спеціалізовані модифікації кулі Блондо, зокрема: куля Рубейкіна, Monolit, та інші.